# フォッカー 50
フォッカー50（Fokker 50）とは、オランダの航空機メーカーであったフォッカーが開発したターボプロップ双発旅客機である。また当機はベストセラーであったフォッカー F27を大型化したうえで改良した機体で、この旅客機もまた前作と同様にセールス的に成功した。

## 開発の経緯
フォッカー F27は1958年以来製造されており、様々な改良が加えられていたが、1980年代になると設計の陳腐さが目立つようになり受注が伸びなくなった。そのためフォッカーの経営陣はエンジンや操縦系統などに新たな技術を導入した機体を開発することになり、1983年に開発が始まった。
改良点としては、エンジンの換装、プロペラが6枚翅に改良、主翼端での小型ウイングレットの装備、キャビンの近代化などで、F27と比べて8割以上が改良された。また、監視用などの派生型には、MK2の名称がつけられた。
1987年には営業路線に就航し、フォッカーが倒産した1996年まで生産され続け、2008年現在も多くのフォッカー50が就航中である。

## 日本のフォッカー 50
名古屋をエアベースにしているエアーセントラルが中日本エアラインサービス時代から運用していた。当時の機体塗装が機首を赤い鼻のようなものであったため「ポチ」というニックネームが付いていたが、全日空グループ入りに伴いトリトンカラーになった。2005年から後継機であるDHC-8-400（Q400）が導入され、2009年1月31日の仙台発名古屋/中部行のANA1802便を最後に退役する予定であった。しかし、悪天候のためANA1802便は欠航し、急遽翌2月1日に仙台発名古屋/中部行きの臨時便（ANA1302便）が設定され、これがラストフライトとなった。

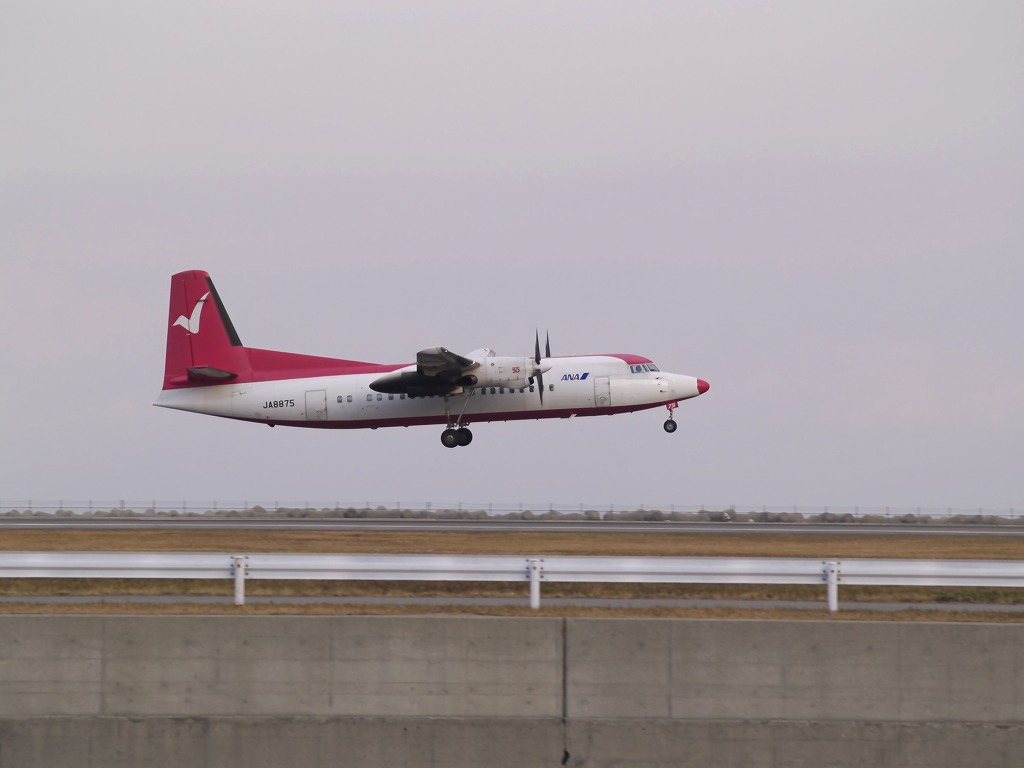
エアーセントラルのフォッカー50（旧塗装） （大分空港 2005年12月）
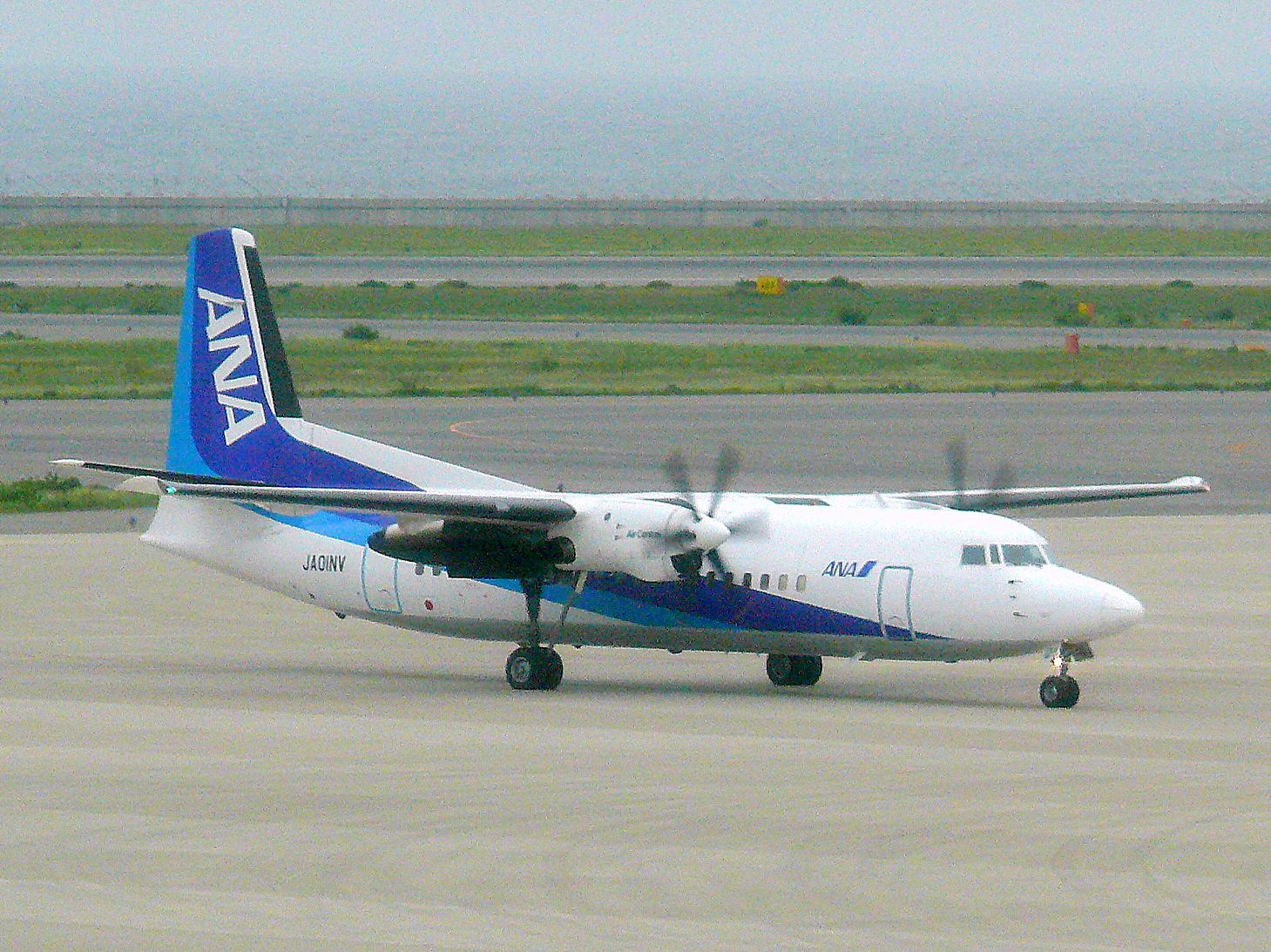
全日空塗装のフォッカー50（旧塗装） （中部国際空港 2008年5月）

## 運用国

### 軍用

#### 現用
- シンガポール - 2023年時点で、シンガポール空軍が5機のフォッカー50 マリタイム・エンフォーサー哨戒機、4機のフォッカー50輸送機を保有[2]。
- タンザニア - 2024年時点で、タンザニア空軍が1機のフォッカー50輸送機を保有[3]。